# Tachycixius logvinenkovae
Tachycixius logvinenkovae är en insektsart som beskrevs av Dlabola 1974. Tachycixius logvinenkovae ingår i släktet Tachycixius och familjen kilstritar.
Artens utbredningsområde är Turkiet. Inga underarter finns listade i Catalogue of Life.